# Mehdi Ben Cheikh
Pour les articles homonymes, voir Ben Cheikh et Mehdi Ben Cheikh (galeriste).
Mehdi Ben Cheikh, né le 13 mai 1979 à Kélibia, est un joueur tunisien de volley-ball. Il mesure 1,84 m et joue au poste de passeur.

## Biographie
Le 9 juillet 2021, il est nommé porte-drapeau de la délégation tunisienne aux Jeux olympiques d'été de 2020 à Tokyo par le Comité national olympique tunisien, avec l'escrimeuse Inès Boubakri.

## Palmarès

### Équipe nationale
- Jeux olympiques
  - 11e aux Jeux olympiques de 2012 à Londres ( Royaume-Uni)
- Championnat du monde
  - 19e en 2010 ( Italie)
- Championnat d'Afrique
  -  Troisième en 2011 ( Maroc)
- Championnat arabe
  -  Vainqueur en 2012 ( Bahreïn)
- Championnat d'Afrique des moins de 21 ans
  -  Vainqueur en 1998 ( Afrique du Sud)
- Championnat d'Afrique des moins de 19 ans
  -  Vainqueur en 1997 ( Afrique du Sud)

### Autres
- Vainqueur du Tournoi international de Rashed en 2012 à Dubaï[2] ( Émirats arabes unis)
- Vainqueur de la coupe du président Noursoultan Nazarbaïev en 2012 ( Kazakhstan)
- 9e au championnat du monde cadets 1997 ( Iran)
- 9e au championnat du monde junior 1999 ( Thaïlande)

### Clubs
- Championnat d'Afrique des clubs champions
  -  Vainqueur en 2000 et 2014 ( Tunisie)
  -  Finaliste en 2013 ( Libye)
- Championnat arabe des clubs champions
  -  Vainqueur en 1998 avec le Club olympique de Kélibia ( Liban)
  -  Vainqueur en 2014 avec l'Espérance sportive de Tunis ( Tunisie)
- Championnat de Tunisie
  -  Vainqueur en 2003 avec le Club olympique de Kélibia
  -  Vainqueur en 2007, 2008, 2015, 2016 et 2018 avec l'Espérance sportive de Tunis
- Coupe de Tunisie
  -  Vainqueur en 2004 avec le Club olympique de Kélibia
  -  Vainqueur en 2007, 2010, 2014, 2017 et 2018 avec l'Espérance sportive de Tunis

## Récompenses et distinctions
- Meilleur passeur du championnat arabe en 2012[3]
- Meilleur passeur du championnat d'Afrique des clubs champions en 2013[4], 2014 et 2015[5]
- Meilleur passeur du championnat arabe des clubs champions en 2014